# Les Amazones (Les Centaures)
Pour les articles homonymes, voir Les Amazones.
Les Amazones est la onzième histoire de la série Les Centaures de Pierre Seron. Elle est publiée pour la première fois du no 2376 au no 2379 du journal Spirou.